# Green Bond
Ein Green Bond ist eine Anleihe, mit der in Unternehmen oder Projekte investiert wird, die einen Beitrag zum Umwelt- , Natur- oder Klimaschutz leisten. Die Übersetzung „Grüne Anleihe“ hat sich im Finanzwesen nicht durchgesetzt, so dass auch hier i. d. R. die englische Bezeichnung Green Bond verwendet wird.
Um zu vermeiden, dass Greenwashing-Vorwürfe wegen missbräuchlicher Verwendung vorgebracht werden, orientieren sich die meisten Emittenten bei der Emission von Green Bonds an einem Regelwerk, das u. a. Mindestkriterien an die Anleihe und die Berichtsanforderungen an den Emittenten definiert.
Liste von Regelwerken zu Green Bonds
| Organisation                             | Bezeichnung                                     | Anmerkungen                                              | Aktuelle Version |
| ---------------------------------------- | ----------------------------------------------- | -------------------------------------------------------- | ---------------- |
| Europäische Union                        | EUGBS – European Green Bond Standard[1]         | Deutsch: Standard für europäische grüne Anleihen 1       | 30.11.2023       |
| International Capital Market Association | GBP – Green Bond Principles[2]                  | Prinzipien für Anleihen für ökologische Projekte 2       | 01.06.2021       |
| International Capital Market Association | SBG – Sustainability Bond Guidelines[3]         | Leitlinien für nachhaltige Anleihen 3                    | 14.06.2021       |
| International Capital Market Association | SLBP – Sustainability-Linked Bond Principles[4] | Prinzipien für nachhaltige Anleihen mit Zielvorgaben 3 4 | 19.06.2023       |
| Bundesministerium der Finanzen           | Green Bond Framework[5]                         | Rahmenwerk für Grüne Bundeswertpapiere                   | 24.08.2022       |
Fußnoten zur Tabelle